# Alchemilla ocreata
Alchemilla ocreata là loài thực vật có hoa trong họ Hoa hồng. Loài này được Donn. Sm. mô tả khoa học đầu tiên năm 1897.